# Ninita
Anita Mwarabu, dite Ninita, est une auteure-compositrice-interprète, et actrice congolaise, née le 30 octobre 1987 à Lubumbashi (Zaïre).
Elle s'est fait connaitre après la sortie de son premier single Éclosion en juin 2018, En 2015, Anita Mwarabu atteint la finale du concours «Best Of The Best» à Kinshasa, qui reçoit des invités de marque comme Youssoupha, Singuila, Mohombi et se place à la quatrième position du classement Best Of The Best.

## Biographie

### Famille et enfance
Anita Mwarabu est née le 30 octobre 1987 à Lubumbashi au Zaïre (actuelle République démocratique du Congo). Ses parents y étaient, son père congolais était pilote de l’air et sa mère congolaise était femme ménagere.
Anita Mwarabu est 5ème d’une famille de six (6) enfant, Anita grandit, baignée dès le plus jeune âge dans un environnement musical dans les sons des grandes voix comme Etta James, Aretha Franklin, Whitney Houston, Mariah Carey, Koffi Olomide, Lokua Kanza et Papa Wemba. Déjà à 12 ans, Anita commence à chanter dans la chorale de l’église où sa mère faisait ses dévotions, y apprenant à jouer des petites mélodies et l’harmonisation vocale. Parallèlement, elle participait à des concours de danse lors des journées culturelles de son école,.

## Discographie

### Albums
- 2023 : Ninita[6],[7]

### Singles
- 2018 : Éclosion
- 2018 : Tuna Ye (Freestyle)
- 2019 : Lion
- 2020 : Beta cop na yo
- 2020 : Na Lova Yo[8]
- 2021 : Faut m'appeler
- 2022 : Zonga[9],[10]
- 2022 : Malade
- 2022 : FAYA
- 2023 : Waah[11]